# Leendert Jan de Jonge
Leendert Jan de Jonge (Bruinisse, 16 december 1900 – 20 april 1986) was een Nederlands politicus.
Hij werd geboren als zoon van Jacob de Jonge (1876-1951; landbouwer) en Adriana Elizabeth 't Hart (1876-1952). Hij was nog maar 14 toen hij in november 1915 als volontair ging werken bij de gemeentesecretarie van Bruinisse. In 1919 werd hij daar ambtenaar ter secretarie en in 1939 volgde hij B.J. van Oeveren op als gemeentesecretaris van Bruinisse nadat deze benoemd was tot burgemeester van Poortvliet. De Jonge werd in september 1946 de burgemeester van Sint Philipsland. Tijdens zijn burgemeesterschap kreeg hij te maken met de Watersnoodramp van 1953 waarbij negen inwoners van die gemeente omkwamen en er ook veel materiale schade was. Hij bleef daar burgemeester tot zijn pensionering in 1966 en overleed in 1986 op 85-jarige leeftijd.
Zijn zoon Jacob de Jonge was onder andere burgemeester van Nieuw-Lekkerland.